# Campionati italiani di duathlon del 2001
I Campionati italiani di duathlon del 2001 sono stati organizzati dalla Federazione Italiana Triathlon e si sono tenuti a Cesate in Lombardia, in data 24 giugno 2001.
Tra gli uomini ha vinto Alessandro Alessandri (T.D. Rimini), mentre la gara femminile è andata a Valentina Tauceri (Happidea Triathlon).

## Risultati

### Élite uomini
| Pos. | Atleta                | Società sportiva       | Corsa    | Bici     | Corsa    | Totale   |
| ---- | --------------------- | ---------------------- | -------- | -------- | -------- | -------- |
|      | Alessandro Alessandri | T.D. Rimini            | 00:30:13 | 00:59:45 | 00:14:42 | 01:44:40 |
|      | Corrado Armuzzi       | T.D. Rimini            | 00:30:15 | 00:58:34 | 00:16:06 | 01:44:55 |
|      | Mario Melis           | Maranello Triathlon    | 00:30:37 | 00:59:27 | 00:14:59 | 01:45:03 |
| 4    | Luca Barzaghi         | Triathlon Team Brianza | 00:30:15 | 00:59:47 | 00:15:21 | 01:45:23 |
| 5    | Davide Milesi         | Forestale              | 00:30:36 | 00:59:59 | 00:15:05 | 01:45:40 |
| 6    | Matteo Pigoni         | Maranello Triathlon    | 00:31:27 | 00:58:37 | 00:15:37 | 01:45:41 |
| 7    | Stefano Pizzi         | Pro Patria Acros       | 00:31:22 | 00:58:48 | 00:15:34 | 01:45:44 |
| 8    | Maurizio De Ponte     | Happidea Triathlon     | 00:30:17 | 00:59:46 | 00:15:45 | 01:45:48 |
| 9    | Massimo Torsani       | T.D. Rimini            | 00:31:32 | 00:58:34 | 00:15:55 | 01:46:01 |
| 10   | Fabio Terzoni         | CUS Parma Csl          | 00:32:30 | 00:57:30 | 00:16:07 | 01:46:07 |
| 11   | Fabio Barani          | CUS Parma Csl          | 00:31:12 | 00:58:48 | 00:16:13 | 01:46:13 |
| 12   | Piergiorgio Conti     | T.D. Rimini            | 00:31:32 | 00:58:31 | 00:16:21 | 01:46:24 |
| 13   | Orazio Bottura        | Triathlon Team Brianza | 00:31:58 | 00:58:03 | 00:16:31 | 01:46:32 |
| 14   | Luca Tadini           | Olimpia Triathlon      | 00:32:17 | 00:57:52 | 00:16:28 | 01:46:37 |
| 15   | Gianni Lacerenza      | Edera Gitano Forlì     | 00:31:54 | 00:58:12 | 00:16:41 | 01:46:47 |
| 16   | Alessandro Dolazza    | Tribe                  | 00:32:35 | 00:57:35 | 00:16:39 | 01:46:49 |
| 17   | Daniele Ferrero       | Torino Triathlon       | 00:31:41 | 00:58:35 | 00:16:37 | 01:46:53 |
| 18   | Ugo Moroni            | T.D. Rimini            | 00:32:46 | 00:57:26 | 00:16:45 | 01:46:57 |
| 19   | Alberto Piacentini    | Maranello Triathlon    | 00:32:12 | 00:57:59 | 00:17:04 | 01:47:15 |
| 20   | Manolo Montevecchi    | T.D. Rimini            | 00:31:57 | 00:58:10 | 00:17:32 | 01:47:39 |

### Élite donne
| Pos. | Atleta                   | Società sportiva        | Corsa    | Bici     | Corsa    | Totale   |
| ---- | ------------------------ | ----------------------- | -------- | -------- | -------- | -------- |
|      | Valentina Tauceri        | Happidea Triathlon      | 00:35:56 | 01:04:50 | 00:18:13 | 01:58:59 |
|      | Romina Ridolfi           | Edera Gitano Forlì      | 00:36:05 | 01:09:21 | 00:18:09 | 02:03:35 |
|      | Veronica Chiusole        | Triathlon Alto Adige    | 00:38:08 | 01:07:10 | 00:19:00 | 02:04:18 |
| 4    | Arianna Morosin          | Silca Ultralite         | 00:37:43 | 01:07:34 | 00:19:10 | 02:04:27 |
| 5    | Marina Zanardi           | Maranello Triathlon     | 00:38:09 | 01:07:10 | 00:20:00 | 02:05:19 |
| 6    | Lisa Desiderà            | Silca Ultralite         | 00:39:03 | 01:06:23 | 00:21:24 | 02:06:50 |
| 7    | Alba Coccurello          | Pasta Granarolo         | 00:39:54 | 01:06:49 | 00:20:54 | 02:07:37 |
| 8    | Cinzia Arduzzoni         | CUS Parma Csl           | 00:41:03 | 01:08:55 | 00:20:27 | 02:10:25 |
| 9    | Susanna Neri             | B2K Viareggio Triathlon | 00:40:32 | 01:09:28 | 00:21:02 | 02:11:02 |
| 10   | Giovanna Bertone         | Pro Patria Acros        | 00:40:24 | 01:09:30 | 00:21:53 | 02:11:47 |
| 11   | Nadia Ticozzelli         | Triathlon Ondaverde     | 00:41:02 | 01:09:06 | 00:22:33 | 02:12:41 |
| 12   | Elisabeth Moser Bonamico | Triathlon Alto Adige    | 00:39:15 | 01:10:48 | 00:22:44 | 02:12:47 |
| 13   | Elena Navone             | T.M.T.                  | 00:40:10 | 01:16:23 | 00:20:19 | 02:16:52 |
| 14   | Lorena Panebianco        | Pro Patria Acros        | 00:40:40 | 01:15:57 | 00:21:43 | 02:18:20 |
| 15   | Giorgia Del Nevo         | CUS Parma Csl           | 00:42:38 | 01:13:54 | 00:21:59 | 02:18:31 |
| 16   | Silvia Menazza           | Pro Patria Acros        | 00:41:15 | 01:15:24 | 00:22:47 | 02:19:26 |
| 17   | Patrizia Sadocco         | Fri Team                | 00:42:42 | 01:19:53 | 00:24:13 | 02:26:48 |
| 18   | Giuseppina Capra         | Sai Frecce Bianche      | 01:01:04 | 01:25:30 | 00:34:30 | 03:01:04 |